# Набръчкана прасковка
Набръчканата прасковка (Rhodotus palmatus) е почти застрашен от изчезване вид базидиева гъба от семейство Physalacriaceae.
Зрелите екземпляри обикновено могат да бъдат идентифицирани по розовият им цвят и отличителната ръбеста и жилава повърхност на гумените им шапки. Вариациите в количеството и цвета на светлината на която са подложени гъбите по време на развитието, водят до вариации в размера, формата и цвета на техните плодови тела.

## Таксономия
Първоначално видът е бил наречен Agaricus palmatus от Пиер Булиард през 1785 г., но след това е прекласифициран в няколко различни рода, преди да стане Rhodotus през 1926 г. Поставянето на рода Rhodotus в разреда на пластинчатите гъби (Agaricales) също е било предмет на спор и таксонът е прехвърлян по различен начин в семействата Amanitaceae, Entolomataceae и Tricholomataceae. Съвсем наскоро молекулярният филогенетичен анализ помогна да се определи, че родът Rhodotus е най-тясно свързан с родовете от семейство Physalacriaceae.

## Разпространение и местообитание
Тази гъба е разпространена в източните части на Северна Америка, Европа и Азия. Среща се в Канада, Иран, Унгария, Италия, Полша, Словакия, Дания, Швеция, Норвегия, Германия, СССР, Корея, Япония и Нова Зеландия.
Получава хранителни вещества от различни разлагащи се органични вещества. Расте разпръснато или групирано върху пънове и трупи от гниеща твърда дървесина на липа, клен и особено бряст. В Европа се среща и върху конски кестен. Гъбата предпочита райони, които периодично се наводняват и които получават малко слънчева светлина, като области, засенчени от горски дървета.
Има тенденция да плододава при по-хладно и влажно време, от пролетта до есента в Съединените щати, и от есента до зимата във Великобритания и Европа.

## Описание
Плодовото тяло на набръчканата прасковка има шапка и пънче без пръстен. Шапката първоначално приема изпъкнала форма, след което се изглажда и достига ширина от 2 до 6 см. Краищата ѝ се извиват навътре, а повърхността ѝ обикновено има забележима мрежа от хриле, с тесни и дълбоко очертани канали и ямки. Между хребетите цветът на повърхността е донякъде променлив и може да варира в зависимост от осветеността на околната среда от оранжево до розово или червено. Структурата на повърхността на шапката е желатинова, а вътрешното месо е твърдо, гумено и с розов цвят.
Мрежестата шапка е прилепнало закрепена към пънчето на гъбата. Хрилете са дебели и разположени в близост един до друг, с цвят по-блед или подобен на този на шапката. Пънчето е с височина от 15 до 30 мм и с дебелина от 4 до 6 мм. Обикновено то е малко по-широко в основата и може да бъде прикрепено към долната страна на шапката централно или странично. Подобно на шапката, размерът и цветът на пънчето също се влияят от осветеността на която е подложена гъбата по време на узряването на плодовото тяло.
Спорите на тази гъба са розови или кремави и имат приблизително сферична форма, с размери 6 – 7,2 на 5,6 – 6,5 µm. Повърхността на спорите е маркирана с множество издатини, подобни на брадавици, обикновено с дължина около 0,5 – 0,7 µm.
В природни условия понякога се наблюдава „кървене“ на червена или оранжева течност образувана от гъбичен мицел.

## Консумация
Ядливостта на набръчканата прасковка обикновено се посочва като неизвестна или негодна за консумация. Видът няма различима миризма и „горчив“ вкус, въпреки че според едно от по-ранните нейни описания вкусът и се определя като „сладък“.